# دارسي ريبيرو
دارسي ريبيرو (بالإنجليزية: Darcy Ribeiro)‏ (26 أكتوبر 1922، مونتيس كلاروس في البرازيل - 17 فبراير 1997، برازيليا في البرازيل)؛ عالم إنسان، كاتب، سياسي وروائي برازيلي. درس في جامعة ساو باولو.